# Liste der Biografien/Brann
Liste der Biografien |
Portal Biografien |
Personensuche
# |
A |
B |
C |
D |
E |
F |
G |
H |
I |
J |
K |
L |
M |
N |
O |
P |
Q |
R |
S |
T |
U |
V |
W |
X |
Y |
Z |
?
 
Ba |
Be |
Bd |
Bg |
Bh |
Bi |
Bj |
Bl |
Bm |
Bn |
Bo |
Br |
Bs |
Bu |
Bw |
By |
Bz
 
Bra |
Brc |
Brd |
Bre |
Brg |
Bri |
Brj |
Brk |
Brl |
Brn |
Bro |
Brp–Brt |
Bru |
Brv |
Bry |
Brz
 
Braa |
Brab |
Brac |
Brad |
Brae |
Braf |
Brag |
Brah |
Brai |
Braj |
Brak |
Bral |
Bram |
Bran |
Brao |
Braq |
Brar |
Bras |
Brat |
Brau |
Brav |
Braw |
Brax |
Bray |
Braz
 
Brana |
Branc |
Brand |
Brane |
Branf |
Brang |
Branh |
Brani |
Brank |
Branl |
Brann |
Brano |
Branq |
Brans |
Brant |
Brany |
Branz
Die Liste der Biografien führt alle Personen auf, die in der deutschsprachigen Wikipedia einen Artikel haben. Dieses ist eine Teilliste mit 36 Einträgen von Personen, deren Namen mit den Buchstaben „Brann“ beginnt.

## Brann
- Brann, Chris (* 1972), US-amerikanischer Musikproduzent
- Brann, Conrad (1925–2014), deutsch-britischer Sprachwissenschaftler
- Brann, Craig (* 1978), US-amerikanischer Jazzmusiker (Gitarre)
- Brann, Eva (1929–2024), US-amerikanische Philologin
- Brann, Hellmut Walter (1903–1978), deutscher Schriftsteller und Journalist
- Brann, Louis J. (1876–1948), US-amerikanischer Politiker
- Brann, Markus (1849–1920), jüdischer Historiker und Gelehrter
- Brann, Paul (1873–1955), deutscher Puppenspieler, Schriftsteller und Schauspieler

### Branna
- Brannagan, Cameron (* 1996), englischer Fußballspieler
- Brannaman, Buck (* 1962), US-amerikanischer PferdetrainerBuck Brannaman (* 1962)

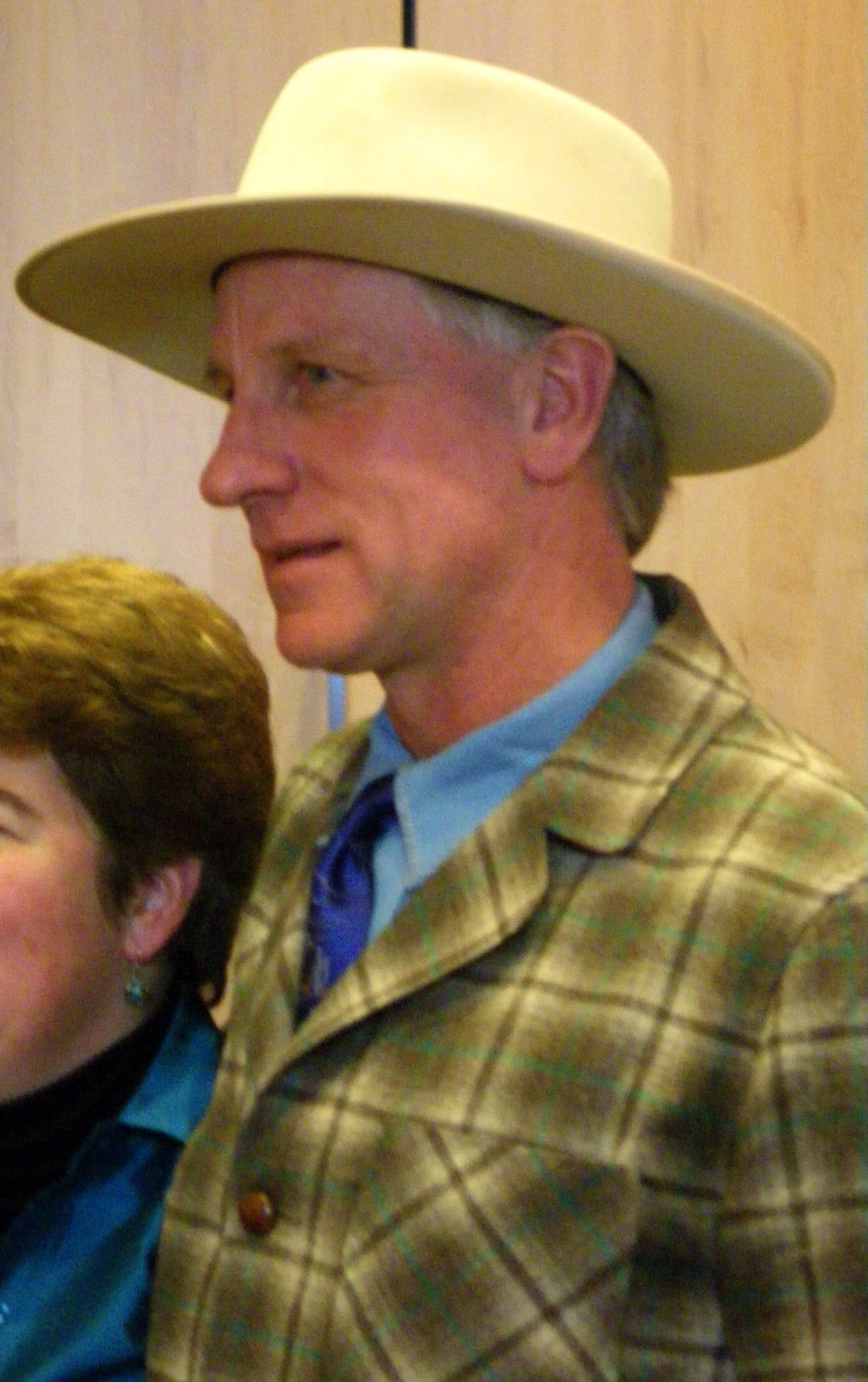
Buck Brannaman (* 1962)

- Brannan, Charles F. (1903–1992), US-amerikanischer Jurist und Politiker
- Brannan, Jay (* 1982), US-amerikanischer Singer-Songwriter und Schauspieler
- Brannan, Samuel (1819–1889), US-amerikanischer Siedler, Geschäftsmann, Journalist und erster Millionär im Kalifornischen Goldrausch
- Brannasch, Karsten (* 1966), deutscher Bobfahrer
- Brannath, Peter (* 1960), deutscher Schriftsteller

### Branne
- Brannekämper, Robert (* 1965), deutscher Politiker (CSU), MdL
- Brannekämper, Theodor (1900–1989), deutscher Bauingenieur und Architekt
- Brannen, Paul (* 1962), britischer Politiker (Labour Party), MdEP
- Branner, Hans Christian (1903–1966), dänischer Schriftsteller
- Branner, John Casper (1850–1922), US-amerikanischer Geologe
- Branner, Karl (1910–1997), deutscher Politiker (SPD), Oberbürgermeister von Kassel (1963–1975)
- Branner, Martin (1888–1970), US-amerikanischer Comiczeichner
- Branner, Regina (1931–2017), österreichische Kugelstoßerin, Fünfkämpferin und Speerwerferin

### Branni
- Brannighan, Cole (* 1981), türkisch-deutscher Buchautor

### Brannl
- Brännlund, Jens (* 1981), schwedischer Skispringer

### Brannm
- Brännmark, Viktor (* 1992), schwedischer Skilangläufer

### Branno
- Brannon, Ash (* 1969), US-amerikanischer Animator, Filmregisseur und Drehbuchautor
- Brannon, Matthew (* 1971), US-amerikanischer Maler
- Brannon, Melvin (* 1962), US-amerikanischer Rockmusiker
- Brannon, Norman (* 1961), US-amerikanischer Politiker, Mitglied des Repräsentantenhauses von South Carolina
- Brannon, Teddy (1916–1989), US-amerikanischer Blues- und Jazzpianist

### Branns
- Brännström, Brasse (1945–2014), schwedischer Schauspieler, Komiker und Drehbuchautor
- Brännström, Erik (* 1999), schwedischer Eishockeyspieler
- Brännström, Fabian (* 1974), deutscher Eishockeyspieler
- Brännström, Gösta (1926–1997), schwedischer Sprinter

### Branny
- Branny, Helmut (* 1957), deutscher Dirigent, Kontrabassist und Hochschullehrer